# Обчислювальна теорія розуму
Обчислювальна теорія розуму — філософська теорія, яка стверджує, що людський розум або людський мозок (чи і те, й інше) є системою обробки інформації, і що мислення є однією з форм комп'ютингу. Ця теорія у своїй сучасній формі була сформульована Гіларі Патнемом у 1961. У 1960-х, 1970-х і 1980-х роках її розвивав філософ-науковець Массачусетського технологічного інституту (і PhD-студент Патнема) Джері Фодор. Сьогодні ця думка залишається досить популярною попри те, що у 1990-х щодо цієї теорії відбувалися жваві дискусії серед аналітичних філософів (зокрема в роботах Патнема, Джона Серля та інших). Такий погляд на людський розум використовується багатьма теоретиками еволюційної психології. У 2000-х і 2010-х ця теорія знову відродилася у аналітичній філософії (Шойтц 2003, Едельман 2008).
Комп'ютерна теорія розуму стверджує, що розум є породженням мозку, який діє як комп'ютер. Теорія може розроблятися багатьма шляхами, найпопулярніший у яких — це те, що мозок — це комп'ютер, а розум — це програма, яку мозок виконує. Алгоритм — ефективна процедура: послідовність покрокових інструкцій. Отримавши на вході деякі дані, вона на виході дає результат (кожного разу той самий). Цей результат залежить тільки від вхідних даних, а значення вхідних та вихідних даних неважливе. Алгоритми закінчуються після скінченної кількості кроків, і вони працюють для будь-яких допустимих вхідних даних. Програма — це конкретизація алгоритму в будь-якій мові програмування. Отже комп'ютерна теорія розуму — це твердження, що розум є машиною, яка отримує на виході певні ментальні представлення світу з вхідних ментальних представлень детермінованим (не довільним) і формальним (не семантичним) шляхом.
Комп'ютерні теорії розуму часто потребують ментального представлення, бо «ввід» у комп'ютері здійснюється у формі символів або представленні інших об'єктів. Комп'ютер не може обробити дійсний об'єкт, йому необхідно інтерпретувати і відтворити об'єкт у деякій формі і лише тоді обробити представлення цього об'єкта. Комп'ютерна теорія розуму пов'язана з теорією розуму тим, що обидві ці теорії стверджують, що ментальні (розумові) стани — це представлення. Хоча ці теорії відрізняються тим, що теорія представлень стверджує, що усі ментальні стани — це представлення, у той час як комп'ютерна теорія залишає відкритим питання деяких ментальних станів, таких як біль чи депресія, які можуть бути не представленнями і тому «комп'ютерне» лікування може не підходити. Ці ментальні стани відомі як кваліа. На думку Фодора, комп'ютерна теорія розуму також пов'язана з мовою думок. Теорія мови думок дозволяє розуму обробляти більш складні представлення за допомогою семантики. (див. нижче в розумовій семантиці).

## «Комп'ютерна метафора»
Комп'ютерна теорія і комп'ютерна метафора дещо відрізняються у способі порівняння розуму з комп'ютером.
Комп'ютерна теорія просто використовує деякі принципи, які ми можемо спостерігати в цифровому комп'ютері.
Проте, «комп'ютер» — це не обов'язково сучасний електронний комп'ютер. Комп'ютером також вважається символьний маніпулятор, який крок за кроком виконує функції для обчислення вхідної інформації і виведення бажаного результату. Алан Тюрінг описує комп'ютери такого типу у своїй концепції машин Тюрінга.

## Перші прихильники теорії
Одним із перших кого зацікавила комп'ютерна теорія розуму був Томас Гоббс. Він говорив: «Міркуючи, я розумію обчислення. І обчислювати означає зібрати суму багатьох речей доданих одночасно чи знати залишок, коли одна річ забирається від іншої. Ось чому мислити — це те саме, що й додавати чи віднімати.» Оскільки Гоббс жив ще до появи сучасного визначення «обчислення», яке демонструє ефективні процедури, то його твердження не може повністю відповідати комп'ютерній теорії в сучасному сенсі.

## Причинно-наслідкова схема думок
Основою комп'ютерної теорії є ідея про те, що думки формуються як обчислення, а обчислення за означенням — систематизована множина законів, що визначають зв'язки між представленнями. Це означає, що ментальний стан представляє щось тоді і лише тоді, коли є деякі причинно-наслідкові зв'язки між ментальним станом і конкретною річчю. Наприклад, коли ми бачимо темні хмари, то думаємо — «хмари означають дощ», де є причинно-наслідковий зв'язок у думці про хмари і дощ, адже хмари спричиняють дощ. Інколи це ще називають природним значенням. З іншого боку, причинно-наслідкові зв'язки можуть бути неприродними. Прикладом може бути червоне світло світлофора, побачивши яке, ми думаємо — «червоне означає стоп». Немає жодної природної причини, яка б змушувала нас вважати, що червоний колір означає, що треба зупинитись. Таким чином це просто домовленість, яка була так само винайдена як і мови для формування представлень.

## Семантика ментальних станів
Комп'ютерна теорія розуму стверджує, що розум функціонує як символьний оператор, і ментальні представлення — це символьні представлення. Як семантика мови — це особливості слів і речень, які мають свої значення, семантика ментальних станів є значенням представлень, іншими словами, значення «слів» мови думки. Якщо ці базові ментальні стани можуть мати особливі значення як слова мови, то це означає, що більш складні ментальні стани (думки) можуть створюватись навіть, якщо вони не траплялись раніше. Так само як нові прочитані речення можуть бути зрозумілими і тоді, коли натрапляємо на них вперше, оскільки базові компоненти є зрозумілими і вони — синтаксично правильні. Наприклад: «Останні два тижні я кожного дня їв сливовий пудинг.» Сумнівно, що багато людей бачили точно таку ж конфігурацію слів, тим не менше для більшості читачів вона зрозуміла, бо речення побудоване синтаксично правильно і його складові частини є зрозумілими.

## Критика
Була запропонована низка аргументів проти комп'ютерної теорії розуму.
Джон Сірлі критикував комп'ютерну теорію розуму, наводячи як аргумент уявний експеримент відомий як китайська кімната. Уявіть собі, чоловіка в кімнаті, у якого не має жодного іншого способу зв'язатися з будь-ким чи будь-чим за межами кімнати, окрім як за допомогою клаптика паперу який просувають у щілину під дверима. Для написання відповіді на те що написано на листку чоловік має використати книги, що знаходяться в кімнаті. Всі символи записані китайською, і все, що відомо чоловікові, це те, де шукати книжках, за якими він пише відповідь. Отже, у нас утворюється розмова, яку може розуміти китаєць, який знаходиться за межами кімнати, але залишається питання, чи можна вважати, що чоловіки, який знаходиться в кімнаті, розуміє цю розмову? за комп'ютерною теорією, відповідь на це питання мала б бути ствердна, адже вона стверджує, що розум просто розкодовує символи і представляє інші символи. Так що це можливо взагалі ніяке не навчання і не думання. Хоча, можна навести аргумент у відповідь, що чоловік разом із книжками розуміють китайську.
Пізніше, Сірлі підняв питання про те, а чим, власне, обчислення є: «Стіна за моєю спиною у даний момент реалізує програму WordStar, бо у ній є деяка схема молекулярних рухів, які є ізоморфними до формальної структури WordStar. Але, якщо стіна реалізує WordStar, і якщо вона є достатньо великою стіною, то вона може реалізувати будь-яку програму включно з будь-якою програмою, яка реалізується мозком.»
Патнем став головним критиком комп'тиналізму, з багатьох причин, включно з китайською кімнатою Сірлі, питаннями співвідношення посилання світ-слово і думками про відношення розум-тіло. Що стосується, зокрема, функціоналізму, Патнем виголосив більш загальні аргументи, ніж Сірлі. питання чи людський мозок здатний реалізовувати обчислювальні стани не є синонімічним питанню про природу розуму, бо «кожна відкрита система реалізує кожен абстрактний скінченний автомат». Прихильники комп'ютерної теорії відповіли на це, вказавши на розвиток критерію, який описує що конкретно вважається реалізацією.
Роджер Пенроуз запропонував таку ідею: людський розум не використовує впізнавану процедуру обчислення, щоб розуміти і виявляти математичні задачі. Це б означало, що нормальний завершений обчислювач Тюрінга не зміг би встановити певні математичні істини, а людський мозок на це здатен.

## Видатні вчені
- Деніел Деннет запропонував Multiple Drafts Model, у якій свідомість здається лінійною, але насправді вона розмита і неповна, розподілена в просторі і часі в мозку. Свідомість це обчислення, тут немає додаткового кроку чи «Картезіанського театру», у якому людина усвідомлює обчислення.
- Джеррі Фодор доводить, що такі ментальні стани, як переконання і бажання, є зв'язками між індивідуумами і ментальними представленнями. Він підтверджує, що ці представлення можуть бути правильно поясненими лише в термінах мови думки (LOT). Мова думки закодована в мозку не лише як корисне тлумачне знаряддя. Фодор дотримується функціоналізму, підтверджуючи, що мислення й інші ментальні процеси складаються в першу чергу з обчислень, що працюють на синтаксисі представлень, які й формують мову думки. У пізніших працях, Фодор переосмислив деяк свої попередні погляди і запровадив високо модифіковану версію LOT.
- Девід Марр запропонував 3 рівні опису когнітивних процесів: обчислювальний рівень (описує обчислювальну проблему (вхідне/вихідне відображення), що опрацьовується когнітивними процесами); алгоритмічний рівень (представляє алгоритм, який використовується для опрацювання проблеми, яка постулюється на обчислювальному рівні); і рівень реалізації (описує фізичну реалізацію алгоритму, який постулюється на алгоритмічному рівні, у біологічній матерії, наприклад, у мозку)
- Ульрик Найссер придумав термін «когнітивна психологія». Найссер характеризував людей, як динамічні системи, що опрацьовують інформацію, чиї ментальні процеси можуть бути описані в комп'ютерних термінах.
- Стівен Пінкер описував «мовний інстинкт» як розвинену вбудовану здібність навчатися мовленню (якщо не письму).
- Гіларі Патнем запропонував функціоналізм (філософія розуму) для опису свідомості, стверджуючи, що це обчислення, яке відповідає свідомості, не зважаючи на те чи обчислення здійснюється в мозку чи в комп'ютері.
- Джодж Рей, професор університету штату Мериленд, спирається на теорію Джері Фодора, щоб створити власну комп'ютерну теорію думки.

## Альтернативні теорії
- Класичний асоціанізм
- Конекціонізм
- Енактивізм[en]
- Система пам'яті—передбачування
- Ситуаційне пізнання[en]
- Теорія сприйняттєвого керування[en]